# Notomastus ouanaryensis
Notomastus ouanaryensis är en ringmaskart som först beskrevs av Gravier 1901.  Notomastus ouanaryensis ingår i släktet Notomastus och familjen Capitellidae. Inga underarter finns listade i Catalogue of Life.